# Kleine Pechlibelle
Die Kleine Pechlibelle (Ischnura pumilio) ist eine Libelle aus der Familie der Schlanklibellen. Die Kleine Pechlibelle ist Libelle des Jahres 2022.

## Merkmale

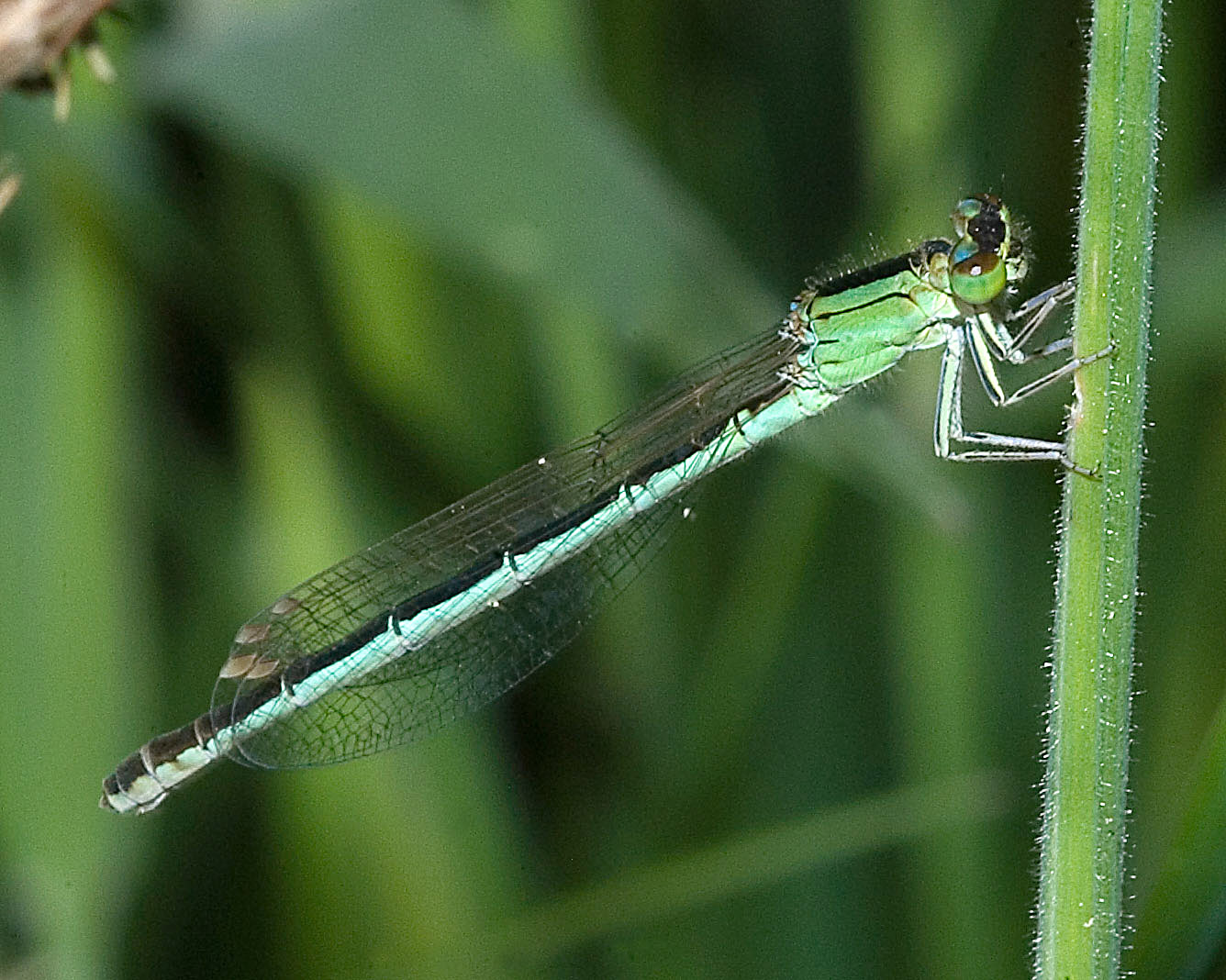
Ausgefärbtes, adultes Weibchen

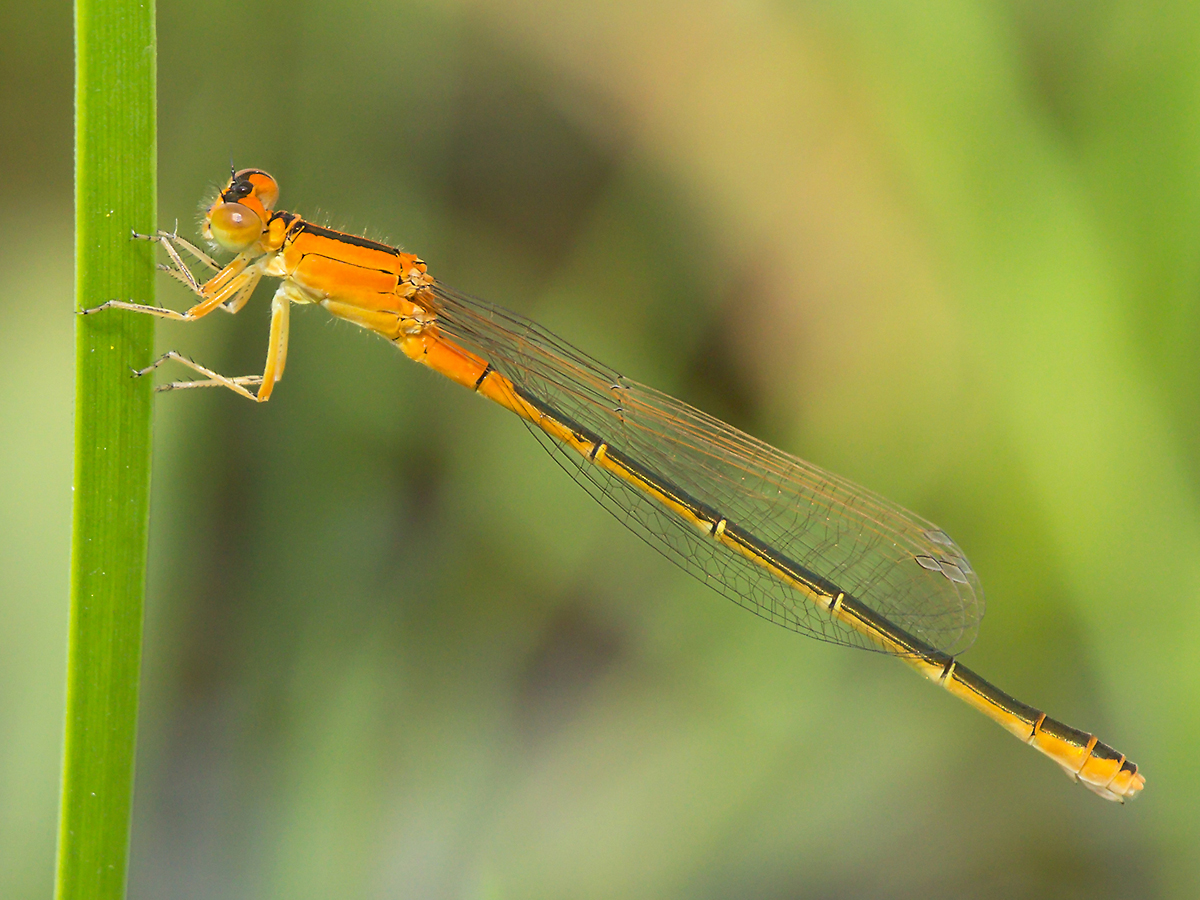
Junges, unreifes Weibchen

Die Kleine Pechlibelle ist knapp 3 cm lang und hat eine Flügelspannweite von 3,5 cm. Kurz vor dem Hinterleibsende befindet sich beim Männchen eine blaue Zeichnung, die den Weibchen fehlt. Während sich dieses „blaue Schlusslicht“ bei der sehr ähnlichen Großen Pechlibelle auf dem 8. Hinterleibssegment befindet, ist bei der Kleinen Pechlibelle das 9. Hinterleibssegment sowie der Hinterrand des 8. Segmentes blau. Die Art erscheint je nach Alter und Entwicklungsstand in verschiedenen Farbvarianten, das Weibchen ist zunächst meist rot-orange und wird dann hell- oder olivgrün (in seltenen Fällen blau), das Männchen ist zunächst weißlich, färbt sich dann jedoch gelblich-grün und wird dann blau. Zudem hat das Männchen zweifarbige, schwarz-weiße Flügelmale an den Vorderflügeln.

## Lebensraum und Verbreitung
Diese Art zählt zu den Erstbesiedlern stehender Gewässer, ideal sind flache, vegetationsarme Gewässer. Bei stärker werdender Vegetation und Sukzession verschwinden die Vorkommen meist wieder. Sie kommt in Europa inselartig vor und fehlt im Norden (z. B. Skandinavien) weitgehend. Im Osten findet man sie von Kleinasien bis nach Sibirien, südlich reicht die Verbreitung bis Marokko. Auf den Azoren und auf Madeira sind Vorkommen bekannt.

## Häufigkeit und Schutz
Die Art kommt unregelmäßig vor, in Mitteleuropa ist sie nur an wenigen Stellen häufig. Wie alle Libellen ist die Kleine Pechlibelle in Deutschland durch die Bundesartenschutzverordnung „besonders geschützt“. Auf der aktuellen Roten Liste Deutschlands (Stand 2012) wird sie in der „Vorwarnliste“ geführt – zuvor hatte sie als „gefährdet“ gegolten.

## Fortpflanzung
Die Flugzeit ist von Ende Mai bis Anfang September, im Süden Europas beginnt die Flugzeit teilweise schon im März. Paarung und Eiablage geschehen wie bei der Großen Pechlibelle. Im Süden gibt es teilweise pro Jahr zwei Generationen. Die Flugzeit wird durch Schlechtwetterperioden oft negativ beeinflusst.